# Manautea
Manautea is een geslacht van kevers uit de familie Carabidae, de loopkevers.

## Soorten
- Manautea gracilior Deuve, 2006
- Manautea millei Deuve, 2006
- Manautea minimior Deuve, 2006
- Manautea tripotini Deuve, 2006